# رسلان إسماعيلوف
رسلان إسماعيلوف (مواليد 4 أكتوبر 1989) هو سبّاح قيرغيزستاني، مثّل بلاده في الألعاب الأولمبية الصيفية 2004.

## روابط خارجية
رسلان إسماعيلوف على موقع الاتحاد الدولي للسباحة (الإنجليزية)
- رسلان إسماعيلوف على موقع أوليمبيديا (الإنجليزية)